# Домуйо
Домуйо — стратовулкан, самая высокая вершина в аргентинской провинции Неукен и во всей Патагонии. Имеет высоту 4709 м. В переводе с языка мапудунгу название горы означает «Та, что дрожит и ворчит», что связано с её геотермальной активностью. 
Вероятно, вулкан образовался в позднем плейстоцене или голоцене. Он имеет большую 15-километровую кальдеру, в пределах которой находятся не менее 14 дацитовых лавовых куполов, и ещё пять снаружи. На склонах Домуйо находится большое количество фумарол, термальных источников и гейзеров.
На гору можно взойти, для этого желательно иметь физическую и техническую подготовку. До горы следует добираться от города Чос-Малаль по федеральной трассе № 40, соединяющейся с региональной дорогой № 43, проходящей мимо Андакольо.